# Berberis congestiflora
Berberis congestiflora är en berberisväxtart som beskrevs av C. Gay. Berberis congestiflora ingår i släktet berberisar, och familjen berberisväxter. Inga underarter finns listade i Catalogue of Life.